# Cetartiodactyla

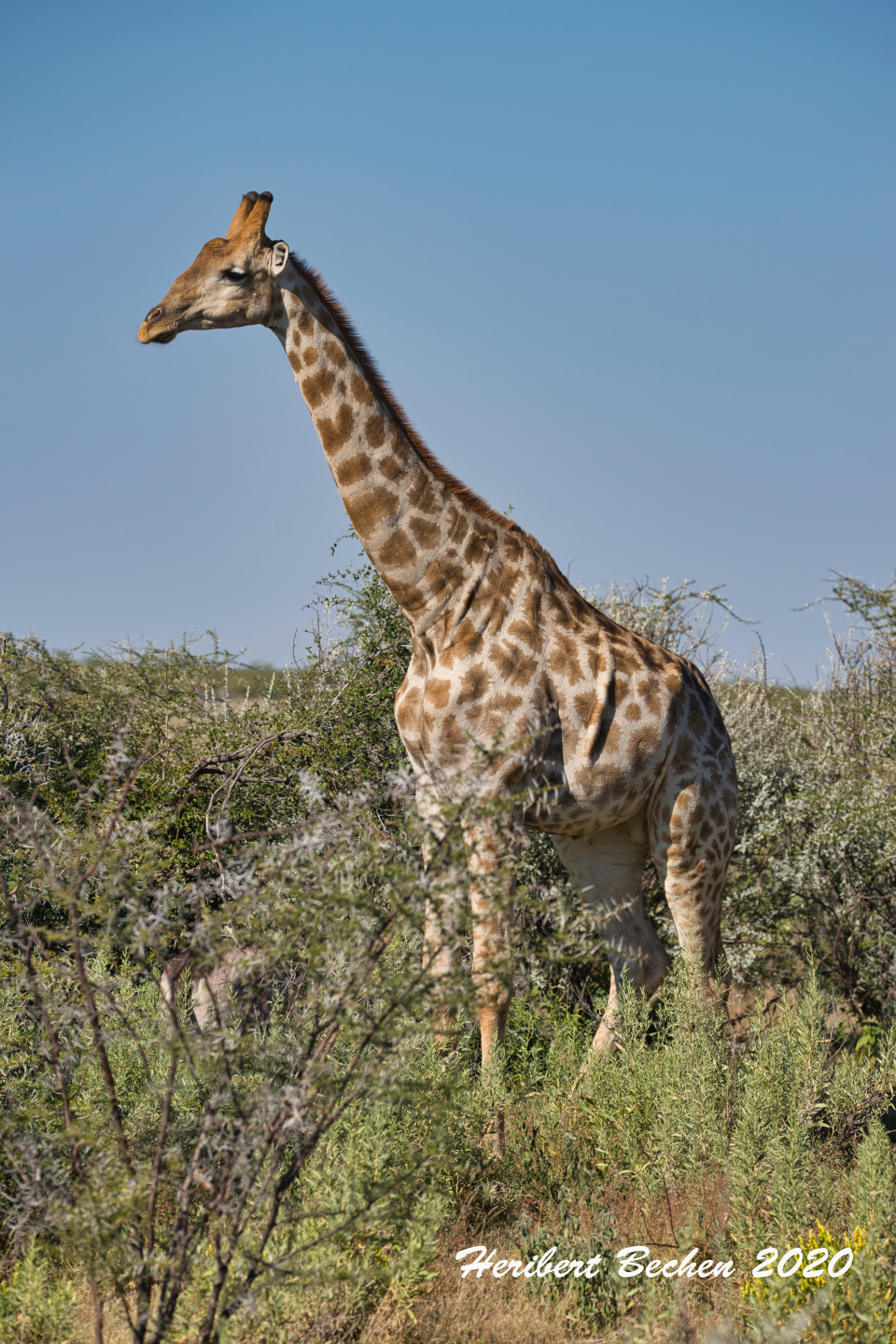
Do Cetartiodactyla zaliczają się ssaki zaliczane dawniej do parzystokopytnych jak żyrafa

Cetartiodactyla – rząd ssaków łożyskowych, który został utworzony w wyniku najnowszych badań genetycznych i molekularnych gromady ssaków. Grupa ta nie ma aktualnie nazwy w języku polskim. 

## Taksonomia
W wyniku przeprowadzonych badań okazuje się, że hipopotamowate są daleko spokrewnione ze świniowatymi i tym samym nie należą do świniokształtnych. Za najbliższych natomiast krewnych Whippomorpha uważa się przeżuwacze (np. krowy i owce), z którymi tworzą Cetruminantia. Ta zaś grupa wraz ze wspomnianymi wcześniej świniowatymi należy do Artiofabula. Tylopody (wielbłądy i ich wymarli krewni) okazały się na tyle specyficzne molekularnie, genetycznie jak i morfologicznie, iż zaliczono je bezpośrednio do Cetartiodactyla.
Boisserie i in. (2005) przebadali dla potwierdzenia powyższej tezy szczątki większości wymarłych znanych ssaków kopytnych i waleni. Wśród wymienionych tu rodzin i rzędów zauważyli 80 charakterystycznych cech, dzięki którym można wprowadzić taki podział ssaków.

### Podział systematyczny
Klasyfikacja dla rodzin występujących współcześnie za Illustrated Checklist of the Mammals of the World:
- podrząd: Whippomorpha Waddell, Okada & Hasegawa, 1999
  - infrarząd: Cetacea Brisson, 1762 – walenie
    - parvordo: Mysticeti Flower, 1864 – fiszbinowce
      - rodzina: Balaenidae J.E. Gray, 1821 – walowate
      - rodzina: Neobalaenidae G.S. Miller, 1923 – walenikowate
      - rodzina: Balaenopteridae G.S. Miller, 1923 – płetwalowate

    - parvordo: Odontoceti Flower, 1867  – zębowce
      - nadrodzina: Physteroidea J.E. Gray, 1821

      - rodzina: Physeteridae J.E. Gray, 1821 – kaszalotowate
      - rodzina: Kogiidae Gill, 1871 – kogiowate

      - nadrodzina: Ziphioidea J.E. Gray, 1865

      - rodzina: Ziphiidae J.E. Gray, 1865 – zyfiowate

      - nadrodzina: Platanistoidea J.E. Gray, 1846

      - rodzina: Platanistidae J.E. Gray, 1846 – suzowate

      - nadrodzina: Lipotoidea Zhou, Qian & Li, 1978

      - rodzina: Lipotidae Zhou, Qian & Li, 1978

      - nadrodzina: Inioidea J.E. Gray, 1846

      - rodzina: Iniidae J.E. Gray, 1846 – iniowate
      - rodzina: Pontoporiidae J.E. Gray, 1870

      - nadrodzina: Delphinoidea J.E. Gray, 1821

      - rodzina: Monodontidae J.E. Gray, 1821 – narwalowate
      - rodzina: Delphinidae J.E. Gray, 1821 – delfinowate
      - rodzina: Phocoenidae J.E. Gray, 1825 – morświnowate

  - infrarząd: Ancodonta Matthew, 1929
    - rodzina: Hippopotamidae J.E. Gray, 1821 – hipopotamowate
- podrząd: Ruminantia Scopoli, 1777 – przeżuwacze
  - infrarząd: Tragulina Flower, 1883
    - rodzina: Tragulidae Milne-Edwards, 1864 – kanczylowate

  - infrarząd: Pecora Flower, 1883
    - rodzina: Antilocapridae J.E. Gray, 1866 – widłorogowate
    - rodzina: Giraffidae J.E. Gray, 1821 – żyrafowate
    - rodzina: Cervidae Goldfuss, 1820 – jeleniowate
    - rodzina: Moschidae J.E. Gray, 1821 – piżmowcowate
    - rodzina: Bovidae J.E. Gray, 1821 – wołowate
- podrząd: Suina J.E. Gray, 1868 – świniokształtne
  - rodzina: Suidae J.E. Gray, 1821 – świniowate
  - rodzina: Tayassuidae Palmer, 1897 – pekariowate
- podrząd: Tylopoda Illiger, 1811 – wielbłądokształtne
  - rodzina: Camelidae J.E. Gray, 1821 – wielbłądowate